# 장흥 해동사
장흥 해동사(長興 海東祠)는 대한민국 전라남도 장흥군 장동면 만수리에 있는 사당이다. 2019년 12월 26일 전라남도의 문화재자료 제291호로 지정되었다.

## 지정 사유
해동사는 정면 3칸, 측면 1칸, 팔작지붕, 겹처마, 우물마루 구조의 건물로 1955년 장흥 유림과 죽산 안씨 문중 발의로 건립되었다.
독립운동가 안중근(1879~1910) 의사를 단독 배향한 첫 사우로서 역사적 가치가 충분하다.
'해동명월'이란 글씨가 걸린 현판은 전 이승만 대통령이 썼다고 전한다.
[[]]

## 같이 보기
- 안중근
- 만수사

## 참고 문헌
- 장흥 해동사 - 국가유산청 국가유산포털